# Hyperinsulinismus
Der Hyperinsulinismus und die Hyperinsulinämie (früher auch: Harris-Syndrom oder Hyperinsulinie) bezeichnen einen Zustand mit einer über das normale Maß hinausgehenden erhöhten Konzentration des Hormons Insulin im Blut.
Manchmal differenziert man begrifflich zwischen diesen beiden Fachwörtern. Dann versteht man unter der Hyperinsulinämie eine gegebenenfalls nur vereinzelt auftretende oder eine nur kurzzeitige Überschreitung der normalen Insulinkonzentration. Dagegen beschreibt dann der Hyperinsulinismus eine generelle oder anhaltende Überschreitung, also ein eher chronisches Phänomen.

## Mechanismen
Verantwortlich für einen Hyperinsulinismus sind entweder eine Überproduktion der Bauchspeicheldrüse (Pankreas) mit oder ohne Behinderung der Insulinwirkung oder aber eine Störung des Insulinabbaus. Die erstgenannte Ursache ist die häufigste, gegebenenfalls treten auch beide Ursachen kombiniert auf. Eine weitere Ursache ist die Überdosierung von Insulin.
Gründe für eine Insulinüberproduktion können einerseits eine Reaktion der Bauchspeicheldrüse auf eine gesteigerte Insulinresistenz sein (u. a. im Zusammenhang mit Störungen des Stoffwechsels wie dem metabolischen Syndrom, dem Diabetes mellitus Typ 2, dem polyzystischen Ovarialsyndrom oder dem Vitamin-D3-Mangel) oder andererseits Tumore (Insulinome, Betazellkarzinome) oder Inselzellhyperplasien der Bauchspeicheldrüse mit einer vermehrten Insulinproduktion. Letzteres tritt u. a. als genetisch bedingte Störung bei Neugeborenen und Kindern auf (→ kongenitaler Hyperinsulinismus).
Eine Hyperinsulinämie kann in jedem Alter entweder zeitweilig oder anhaltend auftreten (Hyperinsulinismus) und eine Hypoglykämie mit Schweißausbrüchen, schnellem Herzschlag, Kreislaufschwäche und Panikattacken verursachen. Werden diese Symptome nicht rechtzeitig erkannt und erfolgt keine Gegenregulation durch die Zufuhr von schnell verwertbaren Kohlenhydraten, dann kann es bei schweren Unterzuckerungen zum Bewusstseinsverlust und schließlich zum Tod kommen.
Auch können eine Adipositas und eine chronische Niereninsuffizienz mit einem Hyperinsulinismus assoziiert sein. Denn die Nieren sind an der Elimination des Insulins aus der Zirkulation beteiligt.
Oft wurde eine Hyperinsulinämie als Ursache einer Fettsucht angeschuldet. Man sprach von Hormonstörungen. Bei insulinproduzierenden Tumoren kann es wegen der exzessiven Insulinsekretion zu einer starken Gewichtszunahme kommen, da diese Patienten gezwungen sind, zusätzliche Kohlenhydrate zu sich zu nehmen. Bei einer Hypoglykämie werden Hungerreize ausgelöst; deswegen spielt der Insulinspiegel eine wichtige Rolle bei der Gewichtszunahme.

## Diagnose
Im Fall der Hypoglykämie sind Insulinspiegel über 3 μU/ml (µU/ml = mU/l = U/m³) abnormal, wenn der Glukosespiegel unter 50 mg/dl (2,8 mmol/l) liegt. 
Bei einer Insulinresistenz sind nüchtern Insulinspiegel von über 20 μU/ml verdächtig, in schweren Resistenzfällen können Insulinspiegel über 100 μU/ml auftreten. 
Nach anderen Angaben liegt der normale Insulinspiegel im Serum bei Nüchternheit bei einem Body Mass Index (BMI) von unter 25 kg/m² bei unter 13,5 mU/l beziehungsweise bei einem BMI von über 25 kg/m² bei unter 21,5 mU/l. Nach einem anderen Tabellenwerk beträgt der Referenzbereich bei Insulin für Kinder und Erwachsene 6 bis 24 µU/ml und für Neugeborene 3 bis 20 µU/ml.
Bei einem Insulinom sind die Serum-Insulinspiegel (nicht-supprimierbar) hoch bei gleichzeitig niedrigen Blutzuckerspiegeln. Zur Diagnostik eignet sich der Seruminsulin/Glucose-Quotient (abgekürzt I/G) während einer Hypoglykämie, nach einem (auf fünf Stunden) verlängerten oralen Glukosetoleranztest oder bei einem Hungerversuch in verschiedenen Varianten. In einer Vergleichsstudie von 2017 lag beim Insulinom der I/G meist bei über 50 (pmol/l)/(mmol/l), während er bei Gesunden bei unter 20 (pmol/l)/(mmol/l) lag. So lassen sich Insulinome „biochemisch“ mit einer Sensitivität von > 86 % erkennen. Dabei ist die atomare Masseneinheit von Insulin mit 5,8 Kilodalton zu berücksichtigen.

## Formen

### Primärer Hyperinsulinismus
- Eine vermehrte Insulinproduktion tritt bei einer diffusen oder folalen Inselzellhyperplasie auf, vor allem beim kongenitalen Hyperinsulinismus (Nesidioblastose) oder nach bariatrischer Chirurgie.
- Bei einem Insulinom der Langerhansschen Inseln kommt es zur Hypoglykämie.

### Sekundärer Hyperinsulinismus
- Beim metabolischen Syndrom kommt es zur endogenen Insulinresistenz.
- Auch eine Überdosierung von Insulin oder von Sulfonylharnstoff führt zum Hyperinsulinismus.[12] Hier spricht man von der Hypoglycaemia factitia.[13] Es kann zum hypoglykämischen Schock kommen.[14]

## Neugeborene
Ursachen eines Hyperinsulinismus bei Neugeborenen können sein:
- Diabetes mellitus der Mutter,
- eine schwere Erythroblastosis fetalis und
- ein Wiedemann-Beckwith-Syndrom.[15]

Außerdem ist an den kongenitalen Hyperinsulinismus zu denken.

## Symptome
Folgen eines Hyperinsulinismus sind: Heißhunger, Erschlaffung, Tremor, Hitzegefühl, Schweißausbruch, Nausea, Kopfschmerz, Erbrechen, Parästhesien und Ohnmacht bis zu schweren zentralnervösen Störungen.

## Therapie
Die Behandlung des Hyperinsulinismus richtet sich nach der zugrunde liegenden Ursache. Bei Betazelladenomen, Karzinomen oder Insulinomen kann eine chirurgische Intervention die Ursache beseitigen. Auch sind therapeutische Versuche mit Streptozotocin möglich.

## Geschichte
Dass eine spontane Hyperinsulinämie ein Grund für die Symptomatik der Hypoglykämie sein kann, wurde erstmals 1924 von Seale Harris senior (1870–1957; Internist in Birmingham (Alabama)) im Journal of the American Medical Association vorgeschlagen.